# Улица браће Недића (Београд)
| УЛИЦА · браће Недића | УЛИЦА · браће Недића                       |
| -------------------- | ------------------------------------------ |
|                      |                                            |
| Општина              | Врачар                                     |
| Почетак              | Крунска улица                              |
| Крај                 | Булевара краља Александра (Хотел Метропол) |
| Дужина               | 250 m                                      |
| Ширина               | 10 m                                       |
| Створена             | пре 1893.                                  |
| Названа              | 1896.                                      |
| Стари називи         | Костина улица                              |
|                      |                                            |
|                      |                                            |
| Улица браће Надића   |                                            |

Улица браће Нeдића је улица на Врачару, у Београду. Простире се од Крунске улице (наставак улице Алексе Ненадовића) , па до Булевара краља Александра (Хотел Метропол). 
Улица је дугачка 250 метара.

## Име улице
Улица је добила назив по браћи Недић (Димитрију и Глигорију) хајдуцима, јунацима Првог српског устанка и командантима српске војске на Боју код Чокешина. Прославили су се у боју код манастира Чокешине 16. априла 1804. године, где су се под водством браће Недић 303 српска хајдука сударила са око 1.500 Турака. Овај догађај у историјиважи као један од преломних момената у Првом српском устанку, кад су браћа Недић и триста српских устаникам зауставили турску војску у походу ка Шапцу.
Њихово јунаштво опевао је и гуслар Филип Вишњић у песми о боју који их је прославоп и у коме су погинули 16. априла 1804. године на брду Липовица.
О овој бици, у којој су изгинули сви српски хајдуци, пише и Вук Караџић, а Леополд Ранке, професор историје у Берлину, назива је Српским Термопилима!
Ова улица је током историје мењала име:
- Костина 1893—1896
- Браће Недић од 1896

## Улицом браће Недића
На почетку улице, угао Крунске и Браће Недић са леве стране налази се Студентска поликлиника.

## Галерија
- Улица браће Недића у Београду
- Табла у Улици браће Недића
- Улица браће Недића